# Torneo del Interior B 2002
El Torneo del Interior B de 2002, también llamada "Torneo del Interior - Zona Ascenso 2002", fue la segunda edición del segundo nivel del Torneo del Interior, competencia organizada por la Unión Argentina de Rugby que reúne a los mejores clubes de todas las uniones provinciales de la Argentina, excluyendo a la Unión de Rugby de Buenos Aires. Se llevó a cabo entre el 31 de agosto y el 5 de octubre de 2002.
La cantidad de equipos participantes se expandió de 20 a 32 durante esta temporada con el objetivo de propender hacia una competencia más regional con más uniones provinciales representadas. Además, el torneo introdujo un sistema de intercambio de plazas con el Torneo del Interior A, con la región de origen del club campeón de este torneo recibiendo el cupo de la región de origen del club peor clasificado de la división superior.
Taragüy Rugby Club de Corrientes se consagró campeón al derrotar de visitante al Santa Fe Rugby Club por 25 a 24, consiguiendo su primer título y el primer Torneo del Interior para un club de la región Nordeste. El club correntino remató así una temporada histórica, alcanzando en la final una racha de 32 partidos invicto y consiguiendo el Torneo Oficial de la URNE y el Torneo Regional del Nordeste en la misma temporada.

## Equipos participantes
Clasificaron al torneo 32 clubes, 30 provenientes de 11 uniones provinciales y 2 de la Unión de Rugby del Uruguay.
| Club                          | Vía de clasificación                                |
| ----------------------------- | --------------------------------------------------- |
| Teqüe Rugby Club              | 4.° puesto en el Torneo Regional del Oeste 2002.    |
| Mendoza Rugby Club            | 5.° puesto en el Torneo Regional del Oeste 2002.    |
| Liceo Rugby Club              | 6.° puesto en el Torneo Regional del Oeste 2002.    |
| Neuquén Rugby Club            | 7.° puesto en el Torneo Regional del Oeste 2002.    |
| Peumayén Rugby Club           | 8.° puesto en el Torneo Regional del Oeste 2002.    |
| Universitario de Mendoza      |                                                     |
| Tucumán Rugby Club            | 5.° puesto en el Torneo Regional del Noroeste 2002. |
| Lince Rugby Club              | 6.° puesto en el Torneo Regional del Noroeste 2002. |
| Los Tarcos Rugby Club         | 7.° puesto en el Torneo Regional del Noroeste 2002. |
| Tucumán Lawn Tennis Club      | 8.° puesto en el Torneo Regional del Noroeste 2002. |
| Natación y Gimnasia           |                                                     |
| Universitario de Córdoba      | 5.° puesto en el Campeonato Oficial Cordobés 2002.  |
| Córdoba Athletic Club         | 6.° puesto en el Campeonato Oficial Cordobés 2002.  |
| Córdoba Rugby Club            | 7.° puesto en el Campeonato Oficial Cordobés 2002.  |
| San Martín de Villa María     |                                                     |
| Santa Fe Rugby Club           | 5.° puesto en el Torneo Regional del Litoral 2002.  |
| Universitario de Santa Fe     | 6.° puesto en el Torneo Regional del Litoral 2002.  |
| Old Resian Club               | 7.° puesto en el Torneo Regional del Litoral 2002.  |
| Universitario de Rosario      | 8.° puesto en el Torneo Regional del Litoral 2002.  |
| Taragüy Rugby Club            | Campeón del Torneo Regional del Nordeste 2002.      |
| Regatas Resistencia           | Subcampeón del Torneo Regional del Nordeste 2002.   |
| Aranduroga Rugby Club         | 3.° puesto en el Torneo Regional del Nordeste 2002. |
| Argentino de Bahía Blanca     | 1.° al 3.° puesto en el Torneo de la URS.           |
| Universitario de Bahía Blanca | 1.° al 3.° puesto en el Torneo de la URS.           |
| Club Sociedad Sportiva        | 1.° al 3.° puesto en el Torneo de la URS.           |
| IPR Sporting Club             | 2.° al 4.° puesto en el Torneo de la URMDP.         |
| Comercial Rugby Club          | 2.° al 4.° puesto en el Torneo de la URMDP.         |
| Mar del Plata Club            | 2.° al 4.° puesto en el Torneo de la URMDP.         |
| Puerto Madryn Rugby Club      | Campeón del Torneo Austral de Rugby 2002.           |
| Comodoro Rugby Club           |                                                     |
| Carrasco Polo Club            |                                                     |
| Old Christians Club           |                                                     |

### Distribución geográfica de los equipos
| Jurisdicción              | Cant. |
| ------------------------- | ----- |
| Provincia de Buenos Aires | 6     |
| Provincia de Mendoza      | 5     |
| Provincia de Tucumán      | 5     |
| Provincia de Córdoba      | 4     |
| Provincia de Santa Fe     | 4     |
| Provincia de Corrientes   | 2     |
| Provincia del Chubut      | 2     |
| Uruguay                   | 2     |
| Provincia del Chaco       | 1     |
| Provincia del Neuquén     | 1     |

| Unión                                                | Cant. |
| ---------------------------------------------------- | ----- |
| Unión de Rugby de Cuyo                               | 5     |
| Unión de Rugby de Tucumán                            | 5     |
| Unión Cordobesa de Rugby                             | 4     |
| Unión de Rugby de Mar del Plata                      | 3     |
| Unión de Rugby del Nordeste                          | 3     |
| Unión de Rugby del Sur                               | 3     |
| Unión de Rugby de Rosario                            | 2     |
| Unión de Rugby del Uruguay                           | 2     |
| Unión Santafesina de Rugby                           | 2     |
| Unión de Rugby Austral                               | 1     |
| Unión de Rugby del Alto Valle de Río Negro y Neuquén | 1     |
| Unión de Rugby del Valle del Chubut                  | 1     |

## Formato
La cantidad de equipos partidos se expandió de 20 a 32 durante esta temporada. Los 32 equipos fueron divididos en ocho zonas de cuatro equipos cada una. Estas zonas se resolvieron bajo el sistema de todos contra todos a una sola ronda, alternando encuentros de local y de visitante. Se mantuvo el sistema de puntos bonus, otorgando 4 puntos por partido ganado, 2 por empatado, 0 por perdido, 1 punto bonus por marcar cuatro tries o más y 1 punto bonus por perder por siete puntos o menos. Los ganadores de cada una de las zonas clasificaron a la fase final, disputándose a eliminación directa y comenzando en cuartos de final hasta definir un campeón. La localía en estas instancias fue decidida por sorteo.
El torneo de origen del club que consiga el campeonato obtendrá un cupo para el Torneo del Interior A de 2003, recibiendo la plaza del torneo de origen del club peor clasificado durante esta temporada.
Los ocho equipos clasificados a la fase final también clasifican al Nacional de Clubes de 2002 (Zona Ascenso). Debido a esto, los partidos de cuartos de final también tuvieron validez para dicho torneo.

## Fase de grupos

### Zona 1
| Pos. | Equipos             | Partidos | Partidos | Partidos | Tantos | Tantos | Tantos | Pts. |
| Pos. | Equipos             | G        | E        | P        | PF     | PC     | DP     | Pts. |
| ---- | ------------------- | -------- | -------- | -------- | ------ | ------ | ------ | ---- |
| 1.°  | Santa Fe RC         | 3        | 0        | 0        | 104    | 59     | +45    | 13   |
| 2.°  | Tucumán Lawn Tennis | 2        | 0        | 1        | 99     | 72     | +27    | 10   |
| 3.°  | San Martín (VM)     | 1        | 0        | 2        | 75     | 72     | +3     | 6    |
| 4.°  | Liceo               | 0        | 0        | 3        | 54     | 129    | -75    | 0    |

|  | Clasifica a cuartos de final y al Nacional de Clubes B 2002 |

| 31 de agosto | Tucumán Lawn Tennis | 22 - 29              | Santa Fe RC | La Caldera del Parque, San Miguel de Tucumán |  |
|              |                     | Reporte p.37 Reporte |             |                                              |  |

| 1 de septiembre | San Martín (VM) | 38 - 11              | Liceo |  |  |
|                 |                 | Reporte p.37 Reporte |       |  |  |

| 8 de septiembre | Liceo | 26 - 40 | Tucumán Lawn Tennis |                                         |                                         |
|                 |       | Reporte |                     | Árbitro(s): Fernando Guerrero (Rosario) | Árbitro(s): Fernando Guerrero (Rosario) |

| 8 de septiembre | Santa Fe RC | 24 - 20 | San Martín (VM) |                                      |                                      |
|                 |             | Reporte |                 | Árbitro(s): Jorge Caíno (Entre Ríos) | Árbitro(s): Jorge Caíno (Entre Ríos) |

| 15 de septiembre | Tucumán Lawn Tennis | 37 - 17 | San Martín (VM) |                                     |                                     |
|                  |                     | Reporte |                 | Árbitro(s): Ricardo Aguirre (Salta) | Árbitro(s): Ricardo Aguirre (Salta) |

| 15 de septiembre | Santa Fe RC | 51 - 17              | Liceo |                                         |                                         |
|                  |             | Reporte p.37 Reporte |       | Árbitro(s): Darío Di Giacinti (Rosario) | Árbitro(s): Darío Di Giacinti (Rosario) |

### Zona 2
| Pos. | Equipos            | Partidos | Partidos | Partidos | Tantos | Tantos | Tantos | Pts. |
| Pos. | Equipos            | G        | E        | P        | PF     | PC     | DP     | Pts. |
| ---- | ------------------ | -------- | -------- | -------- | ------ | ------ | ------ | ---- |
| 1.°  | Lince              | 3        | 0        | 0        | 70     | 55     | +15    | 12   |
| 2.°  | Universitario (SF) | 2        | 0        | 1        | 74     | 27     | +47    | 9    |
| 3.°  | Córdoba RC         | 1        | 0        | 2        | 41     | 43     | -2     | 5    |
| 4.°  | Universitario (M)  | 0        | 0        | 3        | 38     | 98     | -60    | 1    |

|  | Clasifica a cuartos de final y al Nacional de Clubes B 2002 |

| 31 de agosto | Lince | 21 - 13              | Universitario (SF) |  |  |
|              |       | Reporte p.37 Reporte |                    |  |  |

| 1 de septiembre | Córdoba RC | 20 - 11              | Universitario (M) |  |  |
|                 |            | Reporte p.37 Reporte |                   |  |  |

| 8 de septiembre | Universitario (M) | 21 - 25 | Lince |                                      |                                      |
|                 |                   | Reporte |       | Árbitro(s): Iván Guerra (Alto Valle) | Árbitro(s): Iván Guerra (Alto Valle) |

| 8 de septiembre | Universitario (SF) | 8 - 0   | Córdoba RC |                                  |                                  |
|                 |                    | Reporte |            | Árbitro(s): Rafael Molina (Cuyo) | Árbitro(s): Rafael Molina (Cuyo) |

| 15 de septiembre | Lince | 24 - 21              | Córdoba RC |                                                 |                                                 |
|                  |       | Reporte p.37 Reporte |            | Árbitro(s): José Falcione (Santiago del Estero) | Árbitro(s): José Falcione (Santiago del Estero) |

| 15 de septiembre | Universitario (SF) | 53 - 6               | Universitario (M) |                                            |                                            |
|                  |                    | Reporte p.38 Reporte |                   | Árbitro(s): Santiago Hussey (Buenos Aires) | Árbitro(s): Santiago Hussey (Buenos Aires) |

### Zona 3
| Pos. | Equipos           | Partidos | Partidos | Partidos | Tantos | Tantos | Tantos | Pts. |
| Pos. | Equipos           | G        | E        | P        | PF     | PC     | DP     | Pts. |
| ---- | ----------------- | -------- | -------- | -------- | ------ | ------ | ------ | ---- |
| 1.°  | Córdoba Athletic  | 2        | 0        | 1        | 93     | 54     | +39    | 11   |
| 2.°  | Los Tarcos        | 2        | 0        | 1        | 96     | 55     | +41    | 9    |
| 3.°  | Teqüe             | 2        | 0        | 1        | 45     | 80     | -35    | 8    |
| 4.°  | Universitario (R) | 0        | 0        | 3        | 43     | 88     | -45    | 0    |

|  | Clasifica a cuartos de final y al Nacional de Clubes B 2002 |

| 31 de agosto | Teqüe | 23 - 19 | Córdoba Athletic |  |  |
|              |       | Reporte |                  |  |  |

| 1 de septiembre | Los Tarcos | 28 - 19 | Universitario (R) |                                 |                                 |
|                 |            | Reporte |                   | Árbitro(s): Juan Garnica (Cuyo) | Árbitro(s): Juan Garnica (Cuyo) |

| 8 de septiembre | Universitario (R) | 11 - 19 | Teqüe |                      |                      |
|                 |                   | Reporte |       | Árbitro(s): O. Lucas | Árbitro(s): O. Lucas |

| 8 de septiembre | Córdoba Athletic | 33 - 18 | Los Tarcos |                                 |                                 |
|                 |                  | Reporte |            | Árbitro(s): Andrés Ramos (Cuyo) | Árbitro(s): Andrés Ramos (Cuyo) |

| 15 de septiembre | Teqüe | 3 - 50               | Los Tarcos |                                      |                                      |
|                  |       | Reporte p.38 Reporte |            | Árbitro(s): Javier Mancuso (Córdoba) | Árbitro(s): Javier Mancuso (Córdoba) |

| 15 de septiembre | Córdoba Athletic | 41 - 13 | Universitario (R) |                                  |                                  |
|                  |                  | Reporte |                   | Árbitro(s): Osvaldo Lico (Salta) | Árbitro(s): Osvaldo Lico (Salta) |

### Zona 4
| Pos. | Equipos           | Partidos | Partidos | Partidos | Tantos | Tantos | Tantos | Pts. |
| Pos. | Equipos           | G        | E        | P        | PF     | PC     | DP     | Pts. |
| ---- | ----------------- | -------- | -------- | -------- | ------ | ------ | ------ | ---- |
| 1.°  | Universitario (C) | 2        | 0        | 1        | 101    | 55     | +46    | 12   |
| 2.°  | Old Resian        | 2        | 0        | 1        | 53     | 65     | -12    | 9    |
| 3.°  | Peumayén          | 1        | 0        | 2        | 59     | 77     | -18    | 6    |
| 4.°  | Mendoza RC        | 1        | 0        | 2        | 77     | 93     | -16    | 5    |

|  | Clasifica a cuartos de final y al Nacional de Clubes B 2002 |

| 31 de agosto | Mendoza RC | 30 - 29 | Universitario (C) |  |  |
|              |            | Reporte |                   |  |  |

| 1 de septiembre | Peumayén | 10 - 13 | Old Resian |  |  |
|                 |          | Reporte |            |  |  |

| 8 de septiembre | Old Resian | 33 - 24 | Mendoza RC |                                     |                                     |
|                 |            | Reporte |            | Árbitro(s): Javier Olalla (Córdoba) | Árbitro(s): Javier Olalla (Córdoba) |

| 8 de septiembre | Universitario (C) | 41 - 18 | Peumayén |                                     |                                     |
|                 |                   | Reporte |          | Árbitro(s): Carlos Puente (Tucumán) | Árbitro(s): Carlos Puente (Tucumán) |

| 15 de septiembre | Mendoza RC | 23 - 31              | Peumayén |                                      |                                      |
|                  |            | Reporte p.38 Reporte |          | Árbitro(s): Gustavo Paulín (Córdoba) | Árbitro(s): Gustavo Paulín (Córdoba) |

| 15 de septiembre | Universitario (C) | 31 - 7  | Old Resian |                                 |                                 |
|                  |                   | Reporte |            | Árbitro(s): Andrés Ramos (Cuyo) | Árbitro(s): Andrés Ramos (Cuyo) |

### Zona 5
| Pos. | Equipos             | Partidos | Partidos | Partidos | Tantos | Tantos | Tantos | Pts. |
| Pos. | Equipos             | G        | E        | P        | PF     | PC     | DP     | Pts. |
| ---- | ------------------- | -------- | -------- | -------- | ------ | ------ | ------ | ---- |
| 1.°  | Taragüy             | 3        | 0        | 0        | 101    | 35     | +66    | 14   |
| 2.°  | Tucumán RC          | 2        | 0        | 1        | 119    | 51     | +68    | 11   |
| 3.°  | Aranduroga          | 1        | 0        | 2        | 43     | 116    | -73    | 4    |
| 4.°  | Natación y Gimnasia | 0        | 0        | 3        | 40     | 101    | -61    | 1    |

|  | Clasifica a cuartos de final y al Nacional de Clubes B 2002 |

| 1 de septiembre | Tucumán RC | 44 - 18      | Natación y Gimnasia |  |  |
|                 |            | p.38 Reporte |                     |  |  |

| 1 de septiembre | Taragüy | 44 - 10              | Aranduroga |  |  |
|                 |         | Reporte p.38 Reporte |            |  |  |

| 8 de septiembre | Taragüy | 23 - 20 | Tucumán RC |                                   |                                   |
|                 |         | Reporte |            | Árbitro(s): Javier Peña (Rosario) | Árbitro(s): Javier Peña (Rosario) |

| 8 de septiembre | Aranduroga | 23 - 17 | Natación y Gimnasia |                                         |                                         |
|                 |            | Reporte |                     | Árbitro(s): Martín Rodriguez (Santa Fe) | Árbitro(s): Martín Rodriguez (Santa Fe) |

| 15 de septiembre | Tucumán RC | 55 - 10              | Aranduroga |                                      |                                      |
|                  |            | Reporte p.38 Reporte |            | Árbitro(s): Gustavo Pérez (San Juan) | Árbitro(s): Gustavo Pérez (San Juan) |

| 15 de septiembre | Natación y Gimnasia | 5 - 34               | Taragüy |                                       |                                       |
|                  |                     | Reporte p.38 Reporte |         | Árbitro(s): Eduardo Barrios (Formosa) | Árbitro(s): Eduardo Barrios (Formosa) |

### Zona 6
| Pos. | Equipos             | Partidos | Partidos | Partidos | Tantos | Tantos | Tantos | Pts. |
| Pos. | Equipos             | G        | E        | P        | PF     | PC     | DP     | Pts. |
| ---- | ------------------- | -------- | -------- | -------- | ------ | ------ | ------ | ---- |
| 1.°  | Comercial           | 3        | 0        | 0        | 93     | 47     | +46    | 13   |
| 2.°  | Carrasco Polo       | 1        | 1        | 1        | 88     | 70     | +18    | 8    |
| 3.°  | Old Christians      | 1        | 1        | 1        | 78     | 85     | -7     | 7    |
| 4.°  | Regatas Resistencia | 0        | 0        | 3        | 49     | 106    | -57    | 1    |

|  | Clasifica a cuartos de final y al Nacional de Clubes B 2002 |

| 1 de septiembre | Carrasco Polo | 27 - 27              | Old Christians |  |  |
|                 |               | Reporte p.39 Reporte |                |  |  |

| 1 de septiembre | Regatas Resistencia | 20 - 21              | Comercial |  |  |
|                 |                     | Reporte p.39 Reporte |           |  |  |

| 8 de septiembre | Carrasco Polo | 22 - 26 | Comercial |                                         |                                         |
|                 |               | Reporte |           | Árbitro(s): Pablo Deluca (Buenos Aires) | Árbitro(s): Pablo Deluca (Buenos Aires) |

| 8 de septiembre | Old Christians | 46 - 12 | Regatas Resistencia |  |  |
|                 |                | Reporte |                     |  |  |

| 15 de septiembre | Comercial | 46 - 5               | Old Christians |                                            |                                            |
|                  |           | Reporte p.39 Reporte |                | Árbitro(s): Federico Cuesta (Buenos Aires) | Árbitro(s): Federico Cuesta (Buenos Aires) |

| 15 de septiembre | Regatas Resistencia | 17 - 39              | Carrasco Polo |                                       |                                       |
|                  |                     | Reporte p.39 Reporte |               | Árbitro(s): Roberto Maldini (Rosario) | Árbitro(s): Roberto Maldini (Rosario) |

### Zona 7
| Pos. | Equipos            | Partidos | Partidos | Partidos | Tantos | Tantos | Tantos | Pts. |
| Pos. | Equipos            | G        | E        | P        | PF     | PC     | DP     | Pts. |
| ---- | ------------------ | -------- | -------- | -------- | ------ | ------ | ------ | ---- |
| 1.°  | Universitario (BB) | 2        | 1        | 0        | 88     | 44     | +44    | 12   |
| 2.°  | Sociedad Sportiva  | 2        | 1        | 0        | 93     | 39     | +54    | 11   |
| 3.°  | Comodoro RC        | 1        | 0        | 2        | 44     | 115    | -71    | 4    |
| 4.°  | IPR Sporting Club  | 0        | 0        | 3        | 46     | 73     | -27    | 1    |

|  | Clasifica a cuartos de final y al Nacional de Clubes B 2002 |

| 31 de agosto | IPR Sporting Club | 10 - 19              | Sociedad Sportiva |  |  |
|              |                   | Reporte p.39 Reporte |                   |  |  |

| 1 de septiembre | Universitario (BB) | 38 - 11              | Comodoro RC |  |  |
|                 |                    | Reporte p.39 Reporte |             |  |  |

| 7 de septiembre | Universitario (BB) | 19 - 19 | Sociedad Sportiva |                                      |                                      |
|                 |                    | Reporte |                   | Árbitro(s): Eduardo Bancalari (Cuyo) | Árbitro(s): Eduardo Bancalari (Cuyo) |

| 8 de septiembre | Comodoro RC | 23 - 22 | IPR Sporting Club |                                    |                                    |
|                 |             | Reporte |                   | Árbitro(s): Miguel Cambiagno (Sur) | Árbitro(s): Miguel Cambiagno (Sur) |

| 15 de septiembre | IPR Sporting Club | 14 - 31              | Universitario (BB) |                                       |                                       |
|                  |                   | Reporte p.39 Reporte |                    | Árbitro(s): Lucas D'Alessandro (Cuyo) | Árbitro(s): Lucas D'Alessandro (Cuyo) |

| 15 de septiembre | Sociedad Sportiva | 55 - 10              | Comodoro RC |                                              |                                              |
|                  |                   | Reporte p.39 Reporte |             | Árbitro(s): Eduardo Barrionuevo (Alto Valle) | Árbitro(s): Eduardo Barrionuevo (Alto Valle) |

### Zona 8
| Pos. | Equipos            | Partidos | Partidos | Partidos | Tantos | Tantos | Tantos | Pts. |
| Pos. | Equipos            | G        | E        | P        | PF     | PC     | DP     | Pts. |
| ---- | ------------------ | -------- | -------- | -------- | ------ | ------ | ------ | ---- |
| 1.°  | Mar del Plata Club | 3        | 0        | 0        | 90     | 49     | +41    | 15   |
| 2.°  | Neuquén RC         | 2        | 0        | 1        | 91     | 73     | +18    | 9    |
| 3.°  | Puerto Madryn RC   | 1        | 0        | 2        | 64     | 60     | +4     | 5    |
| 4.°  | Argentino (BB)     | 0        | 0        | 3        | 52     | 115    | -63    | 1    |

|  | Clasifica a cuartos de final y al Nacional de Clubes B 2002 |

| 31 de agosto | Mar del Plata Club | 28 - 9               | Argentino (BB) |  |  |
|              |                    | Reporte p.39 Reporte |                |  |  |

| 1 de septiembre | Puerto Madryn RC | 7 - 21               | Neuquén RC |  |  |
|                 |                  | Reporte p.39 Reporte |            |  |  |

| 7 de septiembre | Neuquén RC | 20 - 28 | Mar del Plata Club |                                  |                                  |
|                 |            | Reporte |                    | Árbitro(s): Darío Giorgis (Cuyo) | Árbitro(s): Darío Giorgis (Cuyo) |

| 8 de septiembre | Puerto Madryn RC | 37 - 5  | Argentino (BB) |                                 |                                 |
|                 |                  | Reporte |                | Árbitro(s): Agustín Roby (Cuyo) | Árbitro(s): Agustín Roby (Cuyo) |

| 15 de septiembre | Mar del Plata Club | 34 - 20              | Puerto Madryn RC |                                         |                                         |
|                  |                    | Reporte p.39 Reporte |                  | Árbitro(s): Alejandro Sánchez (Rosario) | Árbitro(s): Alejandro Sánchez (Rosario) |

| 15 de septiembre | Argentino (BB) | 38 - 50              | Neuquén RC |                                               |                                               |
|                  |                | Reporte p.39 Reporte |            | Árbitro(s): Sebastián Pinilla (Mar del Plata) | Árbitro(s): Sebastián Pinilla (Mar del Plata) |

## Fase final

### Cuadro de desarrollo
|  | Cuartos de final      | Cuartos de final      |                    |             | Semifinales      | Semifinales      |  |             | Final        | Final        |  |
|  | 21 y 22 de septiembre | 21 y 22 de septiembre |                    |             | 29 de septiembre | 29 de septiembre |  |             | 5 de octubre | 5 de octubre |  |
|  |                       |                       |                    |             |                  |                  |  |             |              |              |  |
|  |                       |                       |                    |             |                  |                  |  |             |              |              |  |
|  | Santa Fe RC           | 34                    |                    |             |                  |                  |  |             |              |              |  |
|  | Santa Fe RC           | 34                    |                    |             |                  |                  |  |             |              |              |  |
|  | Lince                 | 12                    |                    |             |                  |                  |  |             |              |              |  |
|  | Lince                 | 12                    |                    | Santa Fe RC | 23               |                  |  |             |              |              |  |
|  |                       |                       |                    | Santa Fe RC | 23               |                  |  |             |              |              |  |
|  |                       |                       | Universitario (C)  | 3           |                  |                  |  |             |              |              |  |
|  | Córdoba Athletic      | 26                    | Universitario (C)  | 3           |                  |                  |  |             |              |              |  |
|  | Córdoba Athletic      | 26                    |                    |             |                  |                  |  |             |              |              |  |
|  | Universitario (C)     | 33                    |                    |             |                  |                  |  |             |              |              |  |
|  | Universitario (C)     | 33                    |                    |             |                  |                  |  | Santa Fe RC | 24           |              |  |
|  |                       |                       |                    |             |                  |                  |  | Santa Fe RC | 24           |              |  |
|  |                       |                       | Taragüy            | 25          |                  |                  |  |             |              |              |  |
|  | Taragüy               | 24                    | Taragüy            | 25          |                  |                  |  |             |              |              |  |
|  | Taragüy               | 24                    |                    |             |                  |                  |  |             |              |              |  |
|  | Comercial             | 13                    |                    |             |                  |                  |  |             |              |              |  |
|  | Comercial             | 13                    |                    | Taragüy     | 35               |                  |  |             |              |              |  |
|  |                       |                       |                    | Taragüy     | 35               |                  |  |             |              |              |  |
|  |                       |                       | Universitario (BB) | 15          |                  |                  |  |             |              |              |  |
|  | Universitario (BB)    | 29                    | Universitario (BB) | 15          |                  |                  |  |             |              |              |  |
|  | Universitario (BB)    | 29                    |                    |             |                  |                  |  |             |              |              |  |
|  | Mar del Plata Club    | 16                    |                    |             |                  |                  |  |             |              |              |  |
|  | Mar del Plata Club    | 16                    |                    |             |                  |                  |  |             |              |              |  |
|  |                       |                       |                    |             |                  |                  |  |             |              |              |  |

Cuartos de final
| 22 de septiembre 22 | Santa Fe RC | 34 - 12                                                                       | Lince |                                      |                                      |
|                     |             | https://archivo.lacapital.com.ar/2002/09/23/articulo_144.html Reporte Reporte |       | Árbitro(s): Javier Mancuso (Córdoba) | Árbitro(s): Javier Mancuso (Córdoba) |

| 21 de septiembre | Córdoba Athletic | 26 - 33              | Universitario (C) |  |  |
|                  |                  | Reporte p.40 Reporte |                   |  |  |

| 22 de septiembre | Taragüy | 24 - 13              | Comercial |  |  |
|                  |         | Reporte p.40 Reporte |           |  |  |

| 21 de septiembre | Universitario (BB) | 29 - 16              | Mar del Plata Club |  |  |
|                  |                    | Reporte p.40 Reporte |                    |  |  |

Semifinales
| 29 de septiembre | Santa Fe RC | 23 - 3  | Universitario (C) |                                 |                                 |
|                  |             | Reporte |                   | Árbitro(s): Andrés Ramos (Cuyo) | Árbitro(s): Andrés Ramos (Cuyo) |

| 29 de septiembre | Taragüy | 35 - 15              | Universitario (BB) |                                           |                                           |
|                  |         | Reporte p.40 Reporte |                    | Árbitro(s): Mariano De la Torre (Rosario) | Árbitro(s): Mariano De la Torre (Rosario) |

Final
| 5 de octubre | Santa Fe RC | 24 - 25 | Taragüy |                                         |                                         |
|              |             | Reporte |         | Árbitro(s): Marcelo Domínguez (Córdoba) | Árbitro(s): Marcelo Domínguez (Córdoba) |

| Bandera de la Provincia de Corrientes |
| Taragüy Campeón                       |
| Primer título                         |